# Ibon Uzkudun
Ibon Uzkudun Gurrutxaga (Éibar, 23 de octubre de 1973) es un presentador de televisión y actor español.

## Biografía
Nació el 23 de octubre de 1973 la localidad guipuzcoana de Éibar. Estudió Maestría Industrial en la Escuela de Armería de Éibar, para después desplazarse a Bilbao, donde estudió radio y televisión, finalizando sus estudios en 1996.
Ha trabajado en numerosos medios de comunicación. Empezó trabajando en la televisión local de Éibar (KTB). 
Fue presentador y redactor de la cadena CNN+ en 1998, y trabajó como actor en el programa de cámara oculta In fraganti de TVE1 en el verano del 2001. Ha colaborado también en programas de humor como Kuxkuxeroak de ETB1 y Ojo que nos ven de TeleMadrid, así como en Lo + plus (2002) de Canal+.
En 2004 fue fichado para el programa UHF, de Antena 3, informativo en clave de humor que conducía Florentino Fernández. Desde 2005 colabora en la misma cadena en el magazín matinal El programa de Ana Rosa.
En cuanto a su faceta de actor, hizo pequeños papeles, como en la serie El comisario de Telecinco. En 2005 interpretó el papel de Adolfo en la serie  A tortas con la vida de Antena 3 y en 2006 se incorporó al reparto de la telenovela de Televisión Española Amar en tiempos revueltos.
De 2007 a 2008 aparece en la serie de Telecinco Escenas de matrimonio como Domingo.

## Filmografía

### Cortometrajes, películas y dirección cine
- 2009: Desconfío
- 2009: Toros en Éibar (documental), junto con Eneko Andueza.[3]
- 2008: Johnny mafioso begins
- 2006: El efecto Rubik (& el poder del color rojo)

### Telenovelas,reality showy series de televisión
- 2018, 2019: Todo por el juego
- 2018: Todo por el juego
- 2011, 2014: Escoba!
- 2011: Menú Estress
- 2010: Jai Giro!
- 2010: Que Pin, Que Pan
- 2007: SMS: Sin Miedo a Soñar
- 2007: Esta tarde con esta gente
- 2007: Escenas de matrimonio
- 2006, 2008: Locos x Madrid
- 2006: Amar es para siempre
- 2006: Mira lo que ven
- 2005, 2014: Aída
- 2005: El programa de Ana Rosa
- 2005: A tortas con la vida
- 2005: Amar en tiempos revueltos
- 2004, 2005: Casi perfectos
- 2004: La sopa boba
- 2004: Uhf
- 2003: El comisario
- 2002, 2005: Un paso adelante
- 2002, 2004: ¡Ojo, que nos ven!
- 2000: Goenkale
- 1999: CNN+
- 1995, 2002, 2010: Megatrix
- 1995, 2005: Lo + Plus